# Micrathous
Micrathous is een geslacht van kevers uit de familie  
kniptorren (Elateridae).
Het geslacht is voor het eerst wetenschappelijk beschreven in 1971 door Lane.

## Soorten
Het geslacht omvat de volgende soorten:
- Micrathous brevis (Van Dyke, 1932)
- Micrathous sordidus (Van Dyke, 1932)